# English Premier Ice Hockey League 2016/17
Die Saison 2016/17 war die 19. und letzte Austragung der English Premier Ice Hockey League. Die Milton Keynes Lightning gewannen den Play-off-Titel, während die Telford Tigers die reguläre Saison als Erster beendeten.

## Modus
An der zweithöchsten Liga nehmen ausschließlich englische Mannschaften teil. Es wurden drei Runden, jeweils mit Hin- und Rückspiel gespielt.

## Teilnehmer
| Mannschaft              | Stadt              | Vorjahresplatzierung   | Heimarena                      | Kapazität   |
| ----------------------- | ------------------ | ---------------------- | ------------------------------ | ----------- |
| Guildford Flames        | Guildford          | Meister                | Guildford Spectrum             | 2.200       |
| Milton Keynes Lightning | Milton Keynes      | Vizemeister            | Planet Ice Arena Milton Keynes | 2.800       |
| Basingstoke Bison       | Basingstoke        | Halbfinalist           | Planet Ice Silverdome Arena    | 1.800       |
| Peterborough Phantoms   | Peterborough       | Halbfinalist           | Planet Ice Peterborough        | 1.250       |
| Manchester Phoenix      | Manchester         | Viertelfinalist        | Widnes Arena                   |             |
| Sheffield Steeldogs     | Sheffield          | Viertelfinalist        | IceSheffield                   | 1.500       |
| Swindon Wildcats        | Swindon            | Viertelfinalist        | Link Centre                    | 2.800       |
| Telford Tigers          | Telford            | Viertelfinalist        | Telford Ice Rink               | 2.300       |
| Hull Pirates            | Kingston upon Hull | 9. Platz (Hauptrunde)  | Hull Arena                     | 3.750       |
| Bracknell Bees          | Bracknell          | 10. Platz (Hauptrunde) | John Nike Leisuresport Complex | 2.400/3.100 |

## Hauptrunde
| Platz | Mannschaft              | Spiele | S  | SO/P | NO/P | N  | Tore    | Punkte |
| ----- | ----------------------- | ------ | -- | ---- | ---- | -- | ------- | ------ |
| 1     | Telford Tigers          | 48     | 33 | 7    | 3    | 5  | 221:128 | 83     |
| 2     | Milton Keynes Lightning | 48     | 28 | 6    | 3    | 11 | 174:124 | 71     |
| 3     | Basingstoke Bison       | 48     | 29 | 1    | 1    | 17 | 168:112 | 61     |
| 4     | Peterborough Phantoms   | 48     | 27 | 2    | 2    | 17 | 186:141 | 60     |
| 5     | Guildford Flames        | 48     | 20 | 2    | 5    | 21 | 175:171 | 49     |
| 6     | Swindon Wildcats        | 48     | 14 | 8    | 4    | 22 | 156:170 | 48     |
| 7     | Hull Pirates            | 48     | 20 | 0    | 2    | 26 | 162:201 | 42     |
| 8     | Sheffield Steeldogs     | 48     | 9  | 2    | 6    | 31 | 153:225 | 28     |
| 9     | Bracknell Bees          | 48     | 6  | 2    | 4    | 36 | 114:237 | 20     |

Legende: S–Siege, SO/P–Siege nach Overtime oder Penalty, NO/P–Niederlage nach Overtime oder Penalty, N–Niederlage
- Alle Ergebnisse von Manchester Phoenix wurden nach dem Rückzug aus der Liga gestrichen

## Play-offs

### Gruppe A
| Platz | Mannschaft            | Spiele | S | SO/P | NO/P | N | Tore  | Punkte |
| ----- | --------------------- | ------ | - | ---- | ---- | - | ----- | ------ |
| 1     | Guildford Flames      | 6      | 5 | 0    | 1    | 0 | 18:9  | 11     |
| 2     | Telford Tigers        | 6      | 3 | 1    | 0    | 2 | 28:13 | 8      |
| 3     | Peterborough Phantoms | 6      | 3 | 0    | 0    | 3 | 26:19 | 6      |
| 4     | Sheffield Steeldogs   | 6      | 0 | 0    | 0    | 6 | 8:3   | 0      |

Legende: S–Siege, SO/P–Siege nach Overtime oder Penalty, NO/P–Niederlage nach Overtime oder Penalty, N–Niederlage

### Gruppe B
| Platz | Mannschaft              | Spiele | S | SO/P | NO/P | N | Tore  | Punkte |
| ----- | ----------------------- | ------ | - | ---- | ---- | - | ----- | ------ |
| 1     | Basingstoke Bison       | 6      | 5 | 0    | 0    | 1 | 27:12 | 10     |
| 2     | Milton Keynes Lightning | 6      | 5 | 0    | 0    | 1 | 28:15 | 10     |
| 3     | Swindon Wildcats        | 6      | 1 | 1    | 0    | 4 | 21:29 | 4      |
| 4     | Hull Pirates            | 6      | 0 | 0    | 1    | 5 | 14:34 | 1      |

Legende: S–Siege, SO/P–Siege nach Overtime oder Penalty, NO/P–Niederlage nach Overtime oder Penalty, N–Niederlage

### Halbfinale
|  | Guildford Flames | 3:8 | Milton Keynes Lightning |  |

|  | Basingstoke Bison | 2:3 | Telford Tigers |  |

### Finale
|  | Milton Keynes Lightning | 7:2 | Telford Tigers |  |

## Weblink
- Inoffizielle Seite der English Ice Hockey Association auf stats.malcolmpreen.co.uk